# 데니스 텐
데니스 유리예비치 텐(러시아어: Дени́с Ю́рьевич Тен, 1993년 6월 13일~2018년 7월 19일)은 카자흐스탄의 피겨스케이팅 선수이다.

## 생애
1993년 알마티에서 태어났으며 대한제국 시절 의병대장으로 활동했던 민긍호의 후손이다. 그의 할머니 시레나 민은 민긍호의 친손녀이므로, 그는 민긍호의 외고손자가 된다. 그의 성씨 텐은 한국의 정(丁)씨를 러시아어에서 쓰는 키릴 문자로 표기한 것이다.
카자흐스탄의 소수 민족인 고려인으로, 모국어로는 러시아어를 쓰는 데니스 텐은 어린 시절부터 스케이트를 탔다. 스케이트를 타면서 음악 활동도 병행, 합창단원으로도 활동했으며, 2002년 대한민국 부산에서 열린 합창 올림픽에 참가하기도 하였다. 한편 전문적인 피겨 지도를 받기 위해 러시아 모스크바로 이주했다. 2006년, 12세의 어린 나이로 카자흐스탄 선수권에서 우승했다. 2006년~2007년 시즌부터 카자흐스탄 대표로 국제대회에 참가했다. 2008년 벨라루스에서 열린 주니어 그랑프리 골든링크에서 우승하여, 카자흐스탄의 남성 피겨스케이팅 선수로 처음 국제 스케이팅 연맹이 주관하는 경기에서 메달리스트가 되었고, 곧이어 대한민국에서 열린 주니어 그랑프리 파이널에 참가하여 5위에 올랐다. 2009년 세계 피겨스케이팅 선수권 대회에서 8위에 올랐다. 2010년 대한민국에서 열린 4대륙 선수권 대회에서 10위를 하였다. 2010년 밴쿠버 동계 올림픽에 참가해서 11위를 기록하였다.
2011년에는 카자흐스탄의 아스타나와 알마티에서 열린 2011년 동계 아시안 게임에서 피겨스케이팅 남자 프리부문에서 1위를 기록하여 금메달을 획득하였다. 2012년과 2013년 시즌에 기량이 급성장하여, 2013년 세계 선수권 대회에서 은메달을 따며, 카자흐스탄 피겨스케이팅 선수로는 처음으로 세계 선수권 대회에서 입상하였다.
2014년 동계 올림픽에서는 동메달을 획득하여, 카자흐스탄 피겨스케이팅 선수로는 처음으로 올림픽에서 메달을 땄다.
2015년 대한민국에서 열린 4대륙 선수권 대회에서는 금메달을 획득하였다.
2018년 7월 19일 본인의 차량 백미러를 훔치려던 괴한과 난투극 중에 괴한의 흉기에 갋비뼈와 우측 허벅지 대퇴 동맥 부위 등을 찔렸고, 과다출혈로 사망하였다.

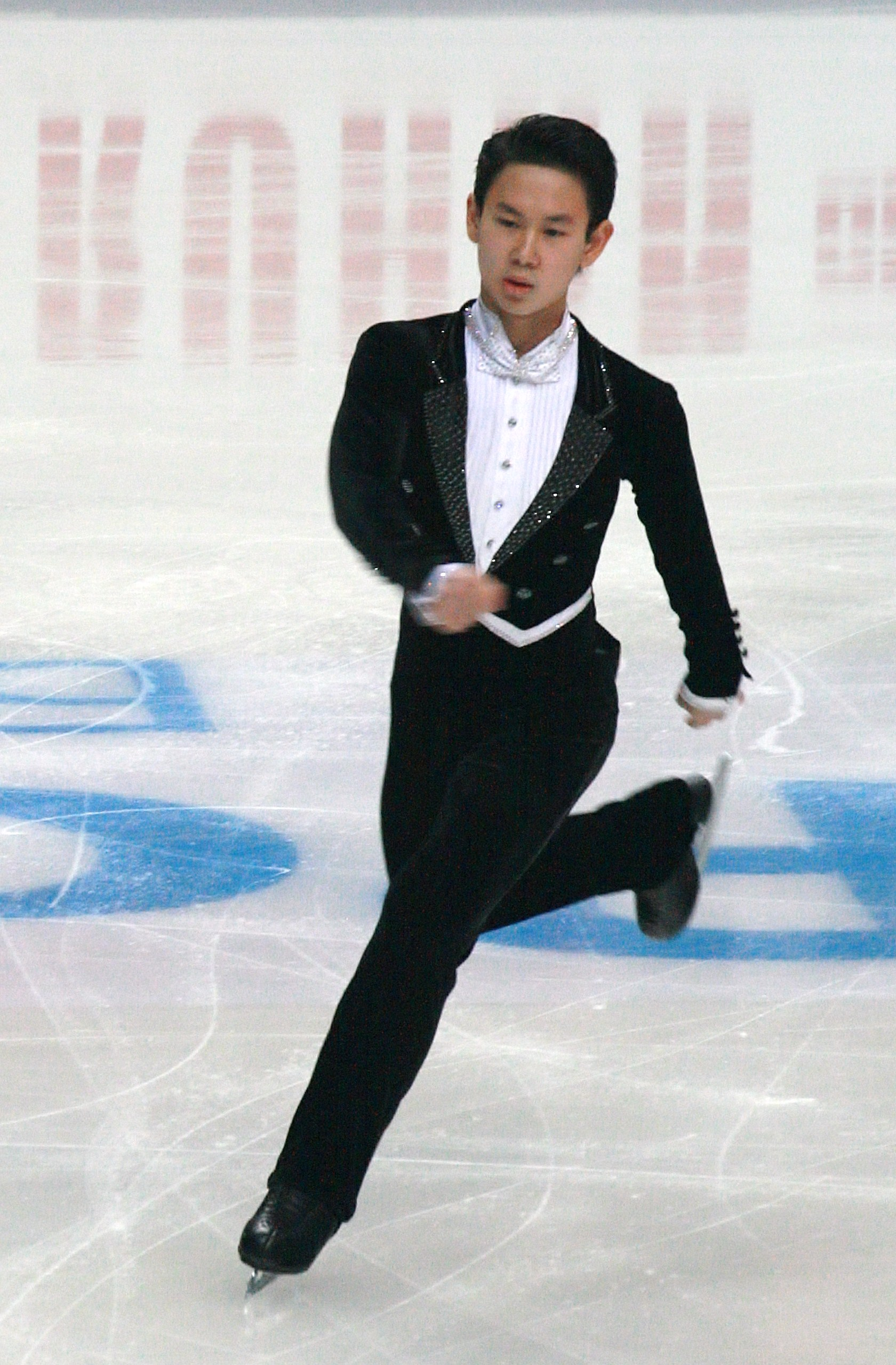
2012년 로스텔레콤컵 당시의 텐

## 수훈
- 쿠르메트 훈장(2014년 4월 17일)
- 카자흐스탄 공화국 독립 20주년 메달(2015년 6월 2일)

## 같이 보기
- 김연아
- 민긍호
- 패트릭 챈
- 하뉴 유즈루
- 하비에르 페르난데스